# 음력 2월 2일
음력 2월 2일은 음력 2월의 2번째 날이다.

## 사건
- 1654년 - 청나라에서 러시아 정벌을 위해 조선 포수(砲手) 100여 명 지원 요청. (나선정벌의 시작)
- 2006년 - 철도노조 총파업 강행. 중앙노동위원회 직권중재거부로 인하여 새벽 1시를 기해 총파업투쟁 서울메트로 지하철 파업 새벽 4시를 돌입예정이었던 새벽 2시 10분 파업 철회, 서울지하철은 정상운행.

## 문화
- 1608년 - 조선 15대 광해군 즉위
- 1960년 - 2·28 대구 학생의거.
- 1996년 -
  - 서울 지하철 2호선 신정지선 신정네거리역 ~ 까치산역 개통.
  - 서울 지하철 5호선 방화역 ~ 까치산역 구간(마곡역 제외) 개통.
- 1998년 - 정부조직개편 재정경제원 폐지, 재정경제부 출범.

## 탄생
- 1980년 - 대한민국의 희극인 송준근.
- 1989년 - 대한민국의 가수 태연(소녀시대).
- 1991년 - 대한민국의 배우 한지안.

## 사망
- 1898년 - 대한제국 초대 황제의 아버지 흥선대원군.

## 기념일, 연중행사
- 춘경절, 춘용절, 농사절: 용이 고개를 드는 날, 중국

## 같이 보기
- 음력 360일: 1월 2월 3월 4월 5월 6월 7월 8월 9월 10월 11월 12월
- 전날:2월 1일 다음날:2월 3일 - 전달:1월 2일 다음달:3월 2일
- 양력:2월 2일
- 음력, 윤달